# Funkstep
Funkstep (fʌŋkstep) es un género de música electrónica de baile y un subgénero del Dubstep y del French House.

## Historia
Durante el movimiento Dubstep, desde el año 2001, este género se escucha cada vez más, habiendo más productores musicales que se dediquen a este estilo. Sin embargo, muchos artistas consideran que el potencial del Dubstep comercial ha desaparecido, es por eso que se consideraron diversos subgéneros y variaciones. El Funkstep ha sido mayormente influenciado desde principios del 2012 por el Dubstep y el French House, pero también por el Funky House y el Electro House.

## Características
Los cambios de velocidad son especialmente mencionables, ya que el Dubstep / Drumstep generalmente oscila entre los 80 y los 90 bpm, en contraste al French House y el Electro House que oscilan entre los 116 y los 130 bpm. Este problema suele ser resuelto por la reproducción de la canción en sus partes Dubstep a mitad de la velocidad comparando las similitudes con las partes de la música House.
La mayoría de las canciones Funkstep comienzan con intros ligeros y tranquilos, de los cuales a veces pueden ser confundidos con el Dubstep, debido a la similitud en la percusión. Pero después de comenzar con un típico riff Funkstep y cambiar el bombo a un compás de 4/4, es fácil reconocer la conexión más compleja a la música House, del cual es común en una canción Funkstep. Una canción puede contener estos puentes o conexiones y los cambios repetidamente, que en su mayoría indican los drops y los aspectos más destacados.
El Funkstep contiene desde sonidos similares a distintas variaciones de la música House y el Dubstep, es atractivo para los oyentes de diversos estilos musicales.

### Artistas significativos
Los artistas significativos de este género son:
- Koan Sound
- Gramatik
- Big Gigantic
- Pretty Lights
- GRiZ
- Redkay[2]
- N3RV[3]
- Lil Silva